# Monino
Monino (russisch Монино) ist eine etwa 25 km östlich von Moskau gelegene Siedlung städtischen Typs in Russland. Sie gehört zum Rajon (Landkreis) Schtscholkowo der Oblast Moskau und hat 22.821 Einwohner (Stand 14. Oktober 2010).

## Geschichte
Der Ort geht auf ein Einzelgehöft zurück, dessen Einwohner Monin mit Nachnamen hießen. Die Einwohnerzahl entwickelte sich besonders in der Mitte des 20. Jahrhunderts sehr schnell. Während 1926 nur 28 Einwohner gezählt wurden, waren es 1959 bereits über 10.000. Seit 1946 besitzt Monino den Status einer Siedlung städtischen Typs. Von 1947 bis 1951 lebten dort etwa 50 deutsche Familien aus der sowjetischen Besatzungszone Berlins.

### Bevölkerungsentwicklung
| Jahr | Einwohner |
| ---- | --------- |
| 1926 | 28        |
| 1959 | 10.878    |
| 1970 | 15.773    |
| 1979 | 18.416    |
| 1989 | 18.582    |
| 2002 | 20.017    |
| 2010 | 22.821    |

Anmerkung: Volkszählungsdaten

## Verkehr
Monino verfügt über einen Bahnhof, von dem aus regelmäßige Zugverbindungen zum Jaroslawler Bahnhof in Moskau bestehen.

## Sport
In Monino ist die Rugbymannschaft WWA-Podmoskowje Monino beheimatet.

## Sonstiges
Weltweit bekannt wurde Monino durch das Zentrale Museum der Luftstreitkräfte der Russischen Föderation und die in unmittelbarer Nachbarschaft gelegene Gagarin-Militärakademie der Luftstreitkräfte, an der auch Sigmund Jähn ausgebildet wurde. Nahe Monino liegt das Sternenstädtchen.

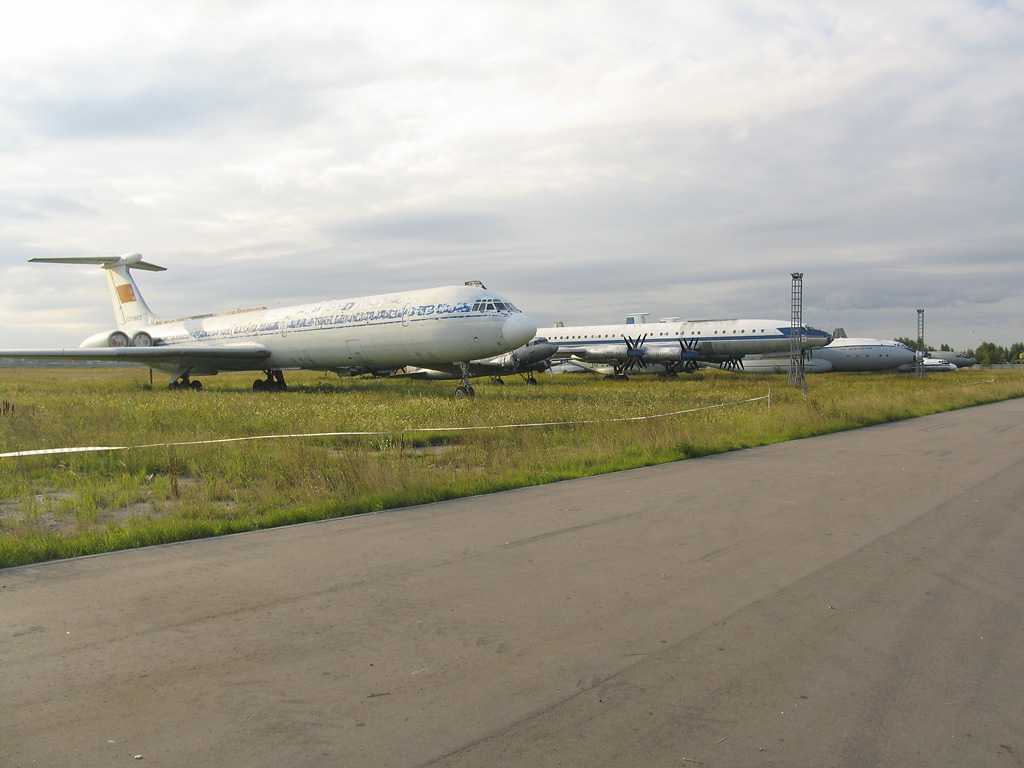
Flugzeuge im Museum der Luftstreitkräfte
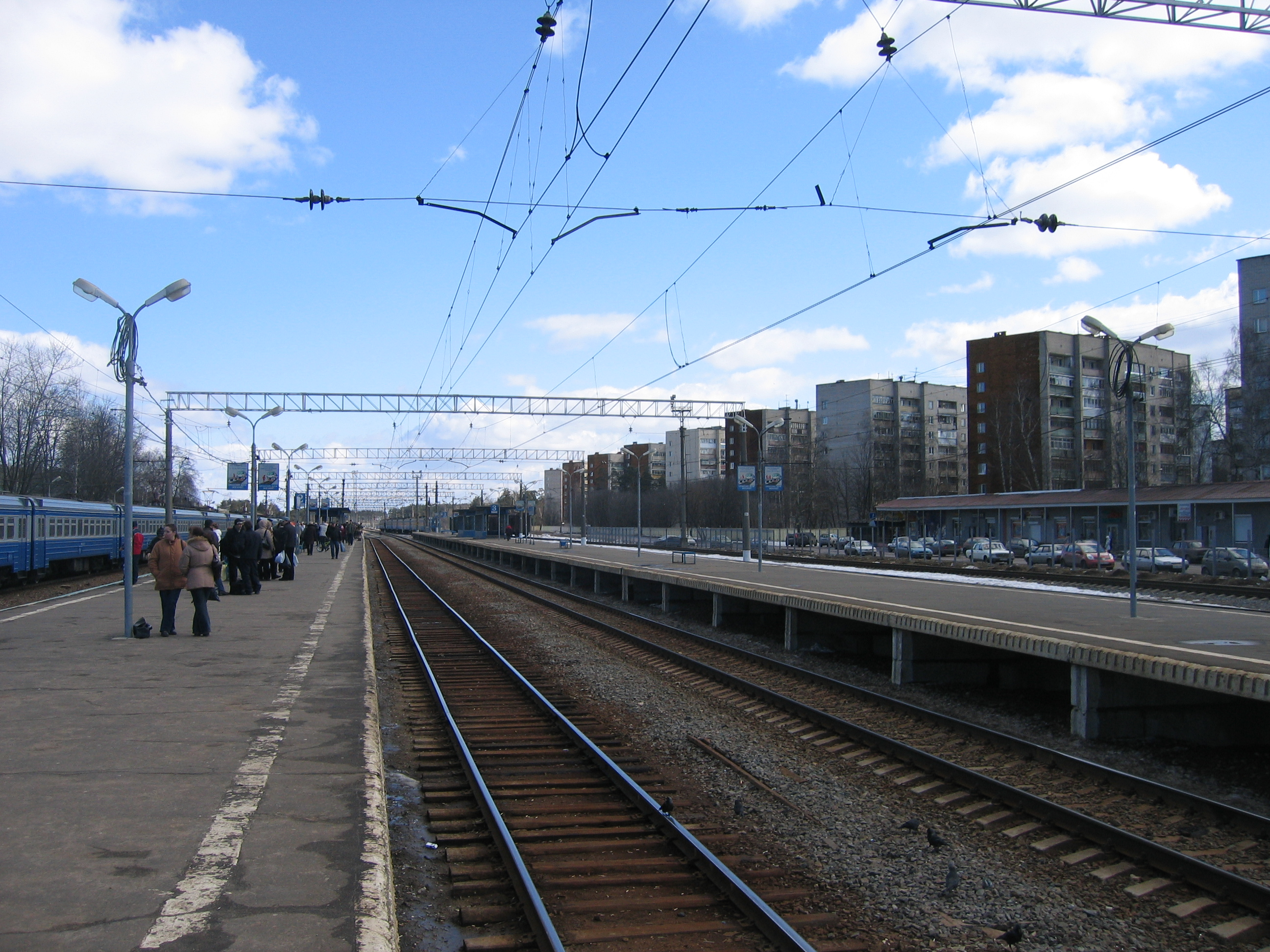
Bahnhof Monino